# Klasky Csupo
Klasky Csupo, Inc. est une entreprise de production de divertissement multimédia basée à Los Angeles, en Californie, fondée par la productrice Arlene Klasky et l'animateur Gábor Csupó.

## Histoire

### 1982-1991: Première années
Klasky Csupo est fondé en 1982.
Le studio se consacre initialement à la création de bandes-annonces, de génériques des séries télévisées et publicités.
En 1987, Klasky Csupo se lance dans l'animation des courts métrages des Simpson de Matt Groening dans l'émission The Tracey Ultman Show. Face au succès de ses 48 courts métrages, Fox Television lance la diffusion de la série Les Simpson. Klasky-Csupo produit les trois premières saisons.
En 1992, Klasky Csupo et Gracie Films se séparent et l'animation de la série est confiée au studio Film Roman de 1992 à 2016.

### 1991-2006: Le succès avec Nickelodeon
En 1991, Klasky Csupo lance la production de la série Les Razmoket, une des premières séries d'animation originales de la chaîne Nickelodeon, inspiré par les deux enfants du couple et ce qu'ils feraient s'ils pouvaient parler.
En 1994, Nickelodeon lance la diffusion de Drôles de Monstres, la deuxième série créée par le studio pour la chaîne. Pendant ce temps, Klasky Csupo met fin à la production des Razmoket parce que 65 épisodes dans lesquels ils étaient sous contrat sont diffusées. Cependant, la popularité et la diffusion des Razmoket dans la syndication encouragent Klasky Csupo et Nickelodeon de reprendre la production de la série en 1996.

## Productions

### Séries télévisées
| Titre                                       | Diffusion d'origine | Créateur(s)                                                                    | Produit par                      |
| ------------------------------------------- | ------------------- | ------------------------------------------------------------------------------ | -------------------------------- |
| Les Simpson                                 | 1987-1992           | Matt Groening                                                                  | Gracie Films et 20th Century Fox |
| Les Razmoket                                | 1991-2004           | Arlene Klasky, Gábor Csupó et Paul Germain.                                    | Nickelodeon                      |
| Drôles de Monstres (Aaahh!!! Real Monsters) | 1994-1998           | Gábor Csupó et Peter Gaffney.                                                  | Nickelodeon                      |
| Duckman                                     | 1994-1997           | Everett Peck.                                                                  | Paramount                        |
| Santo Bugito                                | 1995-1996           | Arlene Klasky and Gábor Csupó.                                                 | Klasky Csupo                     |
| The Wacky Adventures of Ronald McDonald     | 1998-2003           |                                                                                | Klasky Csupo                     |
| La Famille Delajungle                       | 1998-2004           | Arlene Klasky, Gábor Csupó, Steve Pepoon, David Silverman et Stephen Sustaric. | Nickelodeon                      |
| Stressed Eric                               | 1998-1998 2000-2000 |                                                                                | Absolutely Productions           |
| Rocket Power                                | 1999-2004           | Arlene Klasky et Gábor Csupó                                                   | Nickelodeon                      |
| What's Inside Heidi's Head?                 | 1999                | Nancye Ferguson et Mark Mothersbaugh                                           | Nickelodeon                      |
| Ginger                                      | 2000-2006           | Emily Kapnek                                                                   | Nickelodeon                      |
| Rouge & Bleu                                | 2000-2008           | David J. North et Arlene Klasky.                                               | Showtime                         |
| Les Razbitume                               | 2003-2008           | Arlene Klasky et Gábor Csupó. Spin-off des Razmoket                            | Nickelodeon                      |
| Angelica and Susie's Pre-School Daze        | 2005, 2008          | Arlene Klasky et Gábor Csupó Spin-off des Razmoket                             | Nickelodeon                      |

### Cinéma
- Les Razmoket, le film
- Les Razmoket à Paris, le film
- La Famille Delajungle, le film
- Les Razmoket rencontrent les Delajungle
- Immigrants

### Publicités et image de marque
- Channel [V] (en)
- Coca-Cola